# 335 (عدد)
 335 هو عدد صحيح، يلي العدد 334 ويسبق العدد 336.

## في الرياضيات

### خصائص
- عدد طبيعي.[3]
- عدد فردي.[4][5]

- عدد موجب،[6] السالب منه هو - 335.[7]

## في التاريخ
- 335 هـ هي سنة في التقويم الهجري.
- هي سنة  335 م في التقويم الميلادي.

## وصلات خارجية
الأعداد الصاتمة، ديوان اللغة العربية.